# فيليب ماثيوز
فيليب ماثيوز (بالإنجليزية: Phillip Matthews)‏ هو لاعب اتحاد الرغبي بريطاني، ولد في 21 يناير 1960 في غلوستر في المملكة المتحدة.

## وصلات خارجية
- فيليب ماثيوز عل موقع إسبنسكروم (الإنجليزية)
- فيليب ماثيوز على موقع ItsRugby.co.uk (الإنجليزية)